# Lipinki Łużyckie (gmina)
Pour les articles homonymes, voir Lipinki Łużyckie.
Lipinki Łużyckie est une gmina rurale (gmina wiejska) de la powiat de Żary, dans la Voïvodie de Lubusz, dans l'ouest de la Pologne, à la frontière avec l'Allemagne.
Son siège administratif (chef-lieu) est le village de Lipinki Łużyckie, qui se situe environ 9 kilomètres à l'ouest de Żary (siège de la powiat) et 48 kilomètres au sud-ouest de Zielona Góra (siège de la diétine régionale).
La gmina couvre une superficie de 88,55 km2 pour une population de 3 368 habitants en 2016.

## Histoire
De 1975 à 1998, la gmina est attachée administrativement à la voïvodie de Zielona Góra.

Depuis 1999, elle fait partie de la voïvodie de Lubusz.

## Géographie
La gmina inclut les villages et localités de :

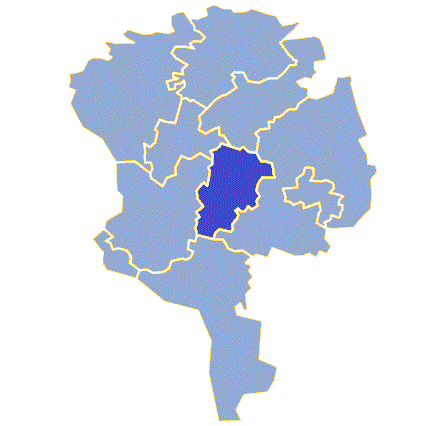
Plan de la gmina

- Boruszyn
- Brzostowa
- Cisowa
- Górka
- Grotów
- Lipinki Łużyckie
- Pietrzyków
- Piotrowice
- Sieciejów
- Suchleb
- Tyliczki
- Zajączek

### Gminy voisines
La gmina de Lipinki Łużyckie est voisine des gminy suivantes :
- Jasień
- Przewóz
- Trzebiel
- Tuplice
- Żary

## Structure du terrain
D'après les données de 2002, la superficie de la commune de Lipinki Łużyckie est de 88,55 kilomètres carrés, répartis comme telle :
- terres agricoles : 45%
- forêts : 47%

La commune représente 6,35% de la superficie du powiat.

## Démographie
Données du 30 juin 2004:
| Description        | Total  | Total | Femmes | Femmes | Hommes | Hommes |
| ------------------ | ------ | ----- | ------ | ------ | ------ | ------ |
| Unité              | Nombre | %     | Nombre | %      | Nombre | %      |
| Population         | 3 247  | 100   | 1 653  | 50,9   | 1 594  | 49,1   |
| Densité (hab./km²) | 36,7   | 36,7  | 18,7   | 18,7   | 18     | 18     |